# Adi Agashé
Aditya Agashe (10 de juny de 1997, Poona, Índia), conegut professionalment com a Adi Agashé, és un cantant de pop i actor indi de Pune, Maharashtra, en actiu des del 2014. És responsable de màrqueting a Brihans Natural Products des del 2015.